# Horacio Ramón Cardozo
Horacio Ramón Cardozo (Mburucuyá, Corrientes, Argentina; 29 de noviembre de 1979) es un ex-futbolista argentino.

## Trayectoria

### Grecia y Argentina
Producto de las divisiones inferiores de Estudiantes de La Plata, fue ascendido al primer equipo el año 1998. Cardozo jugó alrededor de ocho temporadas en el equipo Pincharata hasta junio de 2006, en donde jugó cerca de 152 partidos y marcó dos goles y en el cual también tuvo solo un préstamo durante el periodo mencionado en Nueva Chicago en 2002. Después de haberse desvinculado de Estudiantes, él fue fichado por Quilmes Atlético Club de la misma categoría de su antiguo club en ese momento. Tras haber tenido un paso nuevamente por Nueva Chicago en 2007, después de desvincularse la temporada pasada del Quilmes, el jugador fue observado por el Asteras Tripolis, equipo de la Super Liga de Grecia. En Asteras, Cardozo jugó 75 partidos y marcó dos goles, lo que le hizo ganarse el cariño de la hinchada de su equipo como también esto lo hizo ídolo del equipo helénico por sus actuaciones.
Sus actuaciones hicieron que el AO Kavala lo contratase en junio de 2010, siendo este un equipo denominado mediano de Grecia. Tras una buena temporada con el Kavala, Cardozo sufrió un enorme bajón futbolístico, después de que su equipo fuera destituido de la Cuarta División del país después de haber militado en la Primera División o más conocida como la Super Liga por la gente. El motivo de la destitución fue un presunto caso de apostadores ilegales relacionados con el club para ganar dinero tras intervenir en resultados.

### Colo-Colo
El día 24 de diciembre de 2011, la prensa chilena confirmó que Colo-Colo fichó a Cardozo, sorprendiendo a todos, ya que Ivo Basay, deté de Colo-Colo, siempre apuntó que Fernando de la Fuente, jugador que tuviera gran campaña en el club O'Higgins, iba a ser el jugador contratado para cubrir aquella zona. La contratación del trasandino fue muy cuestionada a la dirigencia colocolina, primero que todo porque Ivo Basay nunca lo pidió y cumplía con la edad límite de un futbolista, sumándose a varias otras, como por ejemplo que venía de un fútbol extremadamente inferior al chileno, como la Cuarta División de Grecia, eso según la gente que mal interpretó la situación debido al problema con apuestas. El día 26 de diciembre, Cardozo llegó a Santiago de Chile a firmar su contrato con el club, y el 2 de enero de 2012, fue presentado junto al volante Mathías Vidangossy y su compatriota Miguel Ángel González. Aquel día, Cardozo desmintió haber jugado por con el Kavala en el amateurismo, que se mantuvo entrenando con Estudiantes de La Plata y llegar al conjunto albo era un sueño es considerado por los hinchas del club como uno de los más desastrosos en su historia.

### Apollon Limassol
Después de su paso por el plantel de Colo-Colo el 3 de enero de 2013 es fichado por el Apollon Limassol de Chipre en donde rápidamente destaca y se vuelve de las figuras del equipo.

### Ergotelis FC
Después de su paso por el Apollon Limassol de Chipre el 8 de junio de 2014 ficha por Ergotelis FC de Grecia, donde actualmente juega con su compatriota Ignacio Fideleff.

## Clubes
| Club                    | País      | Año         |
| ----------------------- | --------- | ----------- |
| Estudiantes de La Plata | Argentina | 1998 - 2001 |
| Nueva Chicago           | Argentina | 2002        |
| Estudiantes de La Plata | Argentina | 2003 - 2006 |
| Quilmes                 | Argentina | 2006        |
| Nueva Chicago           | Argentina | 2007        |
| Asteras Tripolis        | Grecia    | 2007 - 2010 |
| AO Kavala               | Grecia    | 2010 - 2011 |
| Colo-Colo               | Chile     | 2012        |
| Apollon Limassol        | Chipre    | 2013 - 2014 |
| Ergotelis FC            | Grecia    | 2014        |
| Kerkyra FC              | Grecia    | 2014 - 2016 |
| Jorge Newbery           | Argentina | 2017        |
| Deportivo Madryn        | Argentina | 2017 - 2018 |